# ダイハツ・フェロー
フェロー（Fellow)　は、ダイハツ工業が、1966年4月から1977年7月まで製造及び販売していた、軽自動車である。

## 初代 L37型（1966年 - 1970年）
1966年（昭和41年）11月に発売された初代モデルは、既に貨物用の軽商用車では十分な実績を持っていたダイハツの軽乗用車市場参入第1作であった。グレードはスーパーデラックスとデラックス。
スペース効率の不利を押して縦置きエンジン配置とした手堅いFR方式で、既に実績のある軽トラックのハイゼット用ZL型2ストローク空冷2気筒ガソリンエンジンを水冷化し、23 lPSに強化したZM型エンジンを新開発して搭載した。サスペンションにはコイルスプリングによる4輪独立懸架を導入したが、前輪は一般的なウィッシュボーン式であったのに対し、後輪にダイアゴナル・スイングアクスルを採用したのが特異な点であった。日本車ではいすゞ・ベレット以外に先例がなく、以降の採用例もない。
プリズムカットと呼ばれる箱形のボディー形状で、大人4人が無理なく乗れる軽自動車を目指すと共に、当時の軽自動車としては上質感を演出していた。トランクはヒンジを外部に付けることで開口部を大きくとり、荷物の出し入れが楽であった。フェロー は当時のダイハツの軽自動車販売シェアを伸ばしはしたが、同時期に出現した廉価で高出力なホンダ・N360に押され、スポーツモデルの投入などを図ったものの市場を制するには至らなかった。2ドアセダンだけでなく商用の3ドアバン、ピックアップトラックのボディバリエーションがあった。角型のヘッドランプは日本車で初採用されたものである。
1967年（昭和42年）、スタンダード追加。
1968年（昭和43年）、マイナーチェンジ。フロントバンパーのかさ上げ位置の変更、並びにフロントターンシグナルランプ、リアコンビネーションランプ（セダンのみ）の意匠変更。これに伴いセダンにエンジンを高出力化したスポーティーモデルのSS追加。
1970年（昭和45年）4月1日には、北海道・東北等の降雪地帯を除いて100台限定で販売されたバギータイプの「フェローバギィ」も発表された。名前にこそフェローと付くが、商用軽自動車であるハイゼットピックアップをベースとして、ドアの無いバスタブ形のFRP製ボディーに、大型ロールバーとグリルガードを装備し、限定生産車にもかかわらず低価格で販売された。

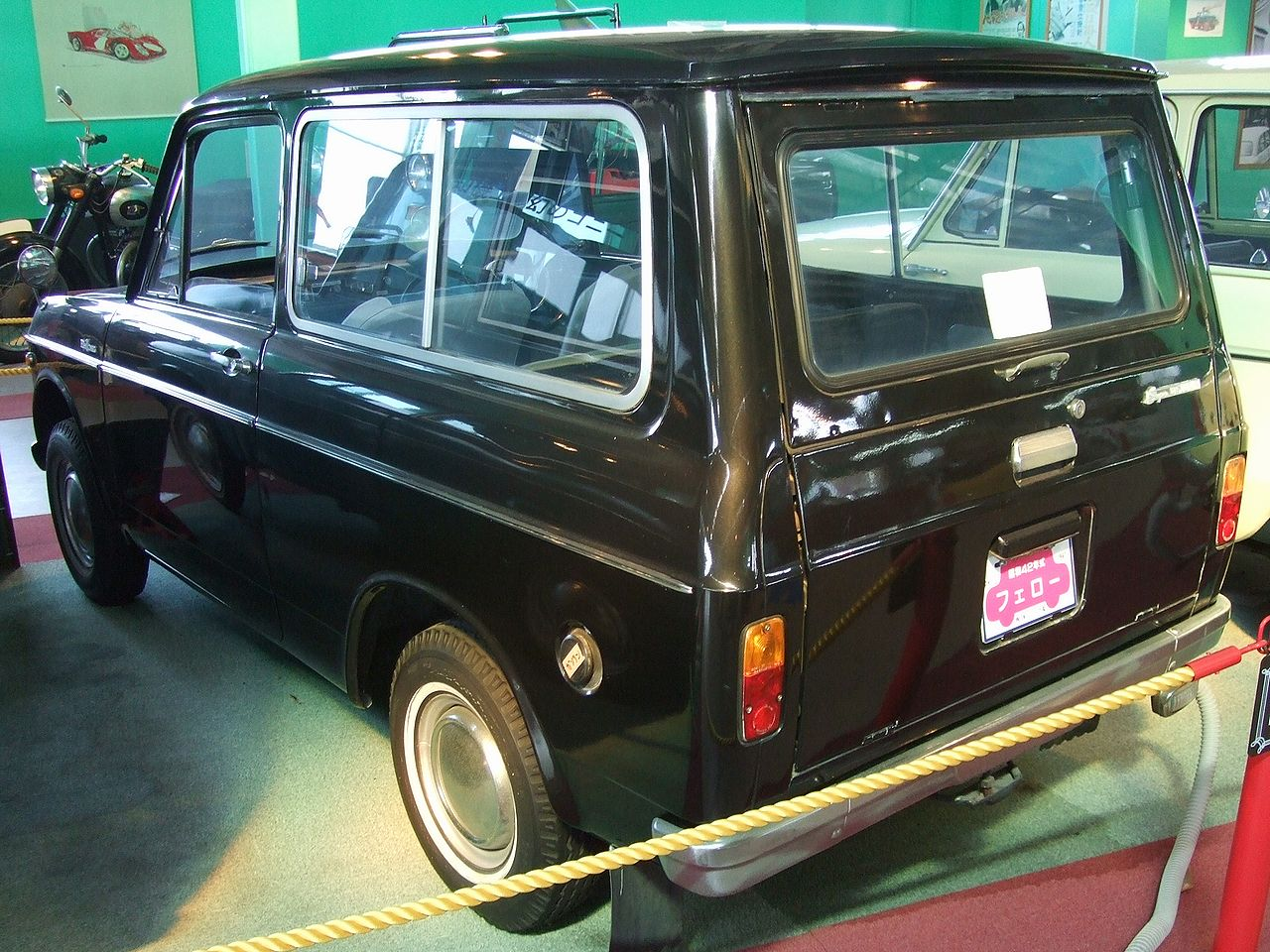
バン後部

初代の生産台数は30万9918台。

## 2代目 L38型 (1970年 - 1977年)
1970年（昭和45年）4月、2代目へのフルモデルチェンジ。車名にサブネームがつき「フェローMAX」となる。型式は『L38』。ボディバリエーションは2ドアセダンと3ドアバンでスタートし、後にハードトップと4ドアセダンが追加された。
ホンダ以外の各社が後輪駆動を通していた当時の軽乗用車では珍しく、ホンダに続いてスペース効率で有利な前輪駆動に移行した。サスペンションもこれに適した前輪ストラット式、後輪はリーフリジッドタイプのホンダ車よりも高度なセミトレーリングアーム式サスペンションとし、四輪独立懸架は踏襲しつつ安定性を高めている。
前モデルより軽量化され、更に当時のパワー競争の煽りで軽自動車最強の40馬力を発生させるまでに至ったが、オイルショックや排出ガス規制による幾度かのマイナーチェンジでエンジンの変更が行われ、パワーも低下、大衆車としての需要もリッターカーへ移行して行った時代でもあり、人気は徐々に下火となった。
1970年（昭和45年）7月、ツインキャブを発売。グレードはSSとS。
1970年（昭和45年）10月、ハイカスタム（シングルキャブ）を発売。
1971年（昭和46年）3月、マイナーチェンジ。
1971年（昭和46年）8月、ハードトップを発売。グレードはツインキャブのGXLとSL、シングルキャブのGLとTL。ツインキャブ車には前輪ディスクブレーキを標準装備。
1972年（昭和47年）3月、マイナーチェンジ。インストルメントパネル、フロントグリル、フロントフード等を変更。ハードトップGHL（前輪ディスクブレーキ、レザートップ等を標準装備したシングルキャブの豪華仕様）を追加。セダンSS、ハードトップGXL、SLは40 psのままシングルキャブへ変更。
1972年（昭和47年）10月、4ドアセダンを発売。グレードはデラックス、カスタム、ハイカスタムの3車種で、全てシングルキャブ。同時に全車昭和48年排出ガス規制に対応し、40 psモデルは37 psに、33 psモデルは31 psに最高出力が低下。
1973年（昭和48年）5月、マイナーチェンジ。フロントグリル、フロントフード、フロントフェンダー、等を変更。2ドアセダンのリヤスタイルをカムテールから4ドアセダンと同じ形状に変更。ハードトップのリヤスタイルも大幅に変更。2ドアセダンハイカスタム、2ドアセダンパーソナル、ハードトップGXLを廃止。2ドアセダンスーパーデラックス、4ドアセダンSTD、ハードトップGSL、ハードトップLを発売。
1973年（昭和48年）10月、道路運送車両法（保安基準）改正に伴う安全対策を実施。
1975年（昭和50年）2月、マイナーチェンジ。37 psモデルを廃止。軽自動車のナンバープレート大型化に伴い前後バンパーの形状を変更、インストルメントパネルを変更、シートバックを変更、等。
1975年（昭和50）12月、マイナーチェンジ。ブレーキフルード残量警報装置を採用、等。
1976年（昭和51年）5月、マイナーチェンジ。ハードトップを廃止。ZM型360 cc2ストローク直列2気筒エンジン車は昭和50年排出ガス暫定規制適合。軽自動車規格の改定に対応したモデルとして、AB型550 cc4ストローク直列2気筒SOHCエンジンを搭載し、昭和51年排ガス規制に適合した「フェローMAX 550」発売。550 ccモデルは前後のバンパーを延長したのみで、車幅は360 ccサイズのままだった。
1977年（昭和52年）7月、マイナーチェンジ。ボディ幅を新規格いっぱいまで拡幅、車名が「MAXクオーレ」に変更され、「フェロー」の名称はここで消えた。以降はクオーレを参照。
2代目の生産台数は68万1200台。
ダイハツチャレンジカップでは、レストアされた当代車両がL2クラスで参加した例がある。